# 행신로
행신로(Haengsin-ro)는 경기도 고양시 덕양구 행주동 행주고가사거리에서 고양시 덕양구 행신동을 잇는 도로이다.

## 주요 경유지
경기도
- 고양시 덕양구 (행주동 . 행신동)

## 노선
| 이름                  | 접속 노선     | 소재지        | 소재지        | 소재지        | 비고          |
| 호국로와 직결         | 호국로와 직결 | 호국로와 직결 | 호국로와 직결 | 호국로와 직결 | 호국로와 직결 |
| --------------------- | ------------- | ------------- | ------------- | ------------- | ------------- |
| 행주고가사거리        | 행주로        | 고양시        | 덕양구        | 행주동        |               |
| 행주지하차도          |               | 고양시        | 덕양구        | 행주동        |               |
| 능곡사거리            | 토당로 지도로 | 고양시        | 덕양구        | 행주동        |               |
| (이름 없음)           | 소원로        | 고양시        | 덕양구        | 행신동        |               |
| 행신구검문소 교차로   | 행당로        | 고양시        | 덕양구        | 행신동        |               |
| 행신사거리            | 충장로        | 고양시        | 덕양구        | 행신동        |               |
| 무원고등학교앞 교차로 | 화신로        | 고양시        | 덕양구        | 행신동        |               |
| 가뢰뫼사거리          | 중앙로        | 고양시        | 덕양구        | 행신동        |               |
| (이름없음)            | 화신로        | 고양시        | 덕양구        | 행신동        |               |

## 주요 건물 및 시설
- 토당초등학교 (행신로 90/토당동 409-12)
- 파리바게뜨 행신SK점 (행신로 153/행신동 619-18)